# Sotéria (mitologia)
Na mitologia grega, Sotéria ( em grego: Σωτηρία ) era a deusa ou espírito ( daimon ) da segurança e salvação, libertação e preservação do mal (não confundir com Eleos). Sotéria também era um epíteto das deusas Perséfone e Hécate, significando libertação e segurança. 
A contraparte masculina de Soteria era o espírito ou daimon Soter. Tanto Zeus quanto Dionísio eram intitulados Soter, então qualquer um deles pode ter sido seu pai; sua mãe é desconhecida. Ela tinha um santuário e uma estátua feitos em sua homenagem na cidade de Patras,  que se acredita ter sido fundada por Eurípilo da Tessália. Vários textos mencionam a criação de seu santuário, por exemplo:
- Pausânias, Descrição da Grécia 7. 24. 3 (trad. Jones) (relato de viagem grego do século II d.C.): "[Em Aigion em Akhaia (Aegium em Acaia)] eles também têm um santuário de Sotéria (Segurança). Sua imagem pode ser vista por ninguém além dos sacerdotes, e o seguinte ritual é realizado. Eles pegam bolos do distrito da deusa e os jogam no mar, dizendo que os enviam para Arethousa em Syrakousa (Siracusa)."
- Pausânias, Descrição da Grécia 7. 19. 7 e 21. 7: "Eurípilo [o herói da Guerra de Tróia] abriu o baú [contendo um ídolo sagrado de Dionísio], viu a imagem e imediatamente ao vê-la enlouqueceu. Ele continuou insano durante a maior parte do tempo, com raros intervalos de lucidez ... Há um santuário [em Patrai em Akhaia (Patrae em Acaia)] com uma imagem de pedra. É chamado de santuário de Sotéria (Libertação), e a história é que foi originalmente fundado por Eurípilo ao ser curado de sua loucura."
- Ovídio, Fastos 3. 879 ff (trad. Boyle) (poesia romana do século I a.C. ao século I d.C.): "30 de março Comitialis. Quando o pastor alimenta e aninha seus filhotes mais quatro vezes e as pastagens branqueiam com quatro orvalhos frescos, Janus deve ser adorado e a gentil Concordia (Concórdia), Salus Romana (Segurança de Roma) e o Ara Pacis (Altar da Paz)." [2]

Na mitologia romana, Soteria é conhecida como Salus (Preservação); no entanto, o domínio de Salus enfatizava mais o bem-estar físico e a saúde do que a segurança. O uso de Soteria na Bíblia indica sua etimologia da mitologia grega, já que a palavra é usada para significar "salvação quádrupla: salvo da penalidade, do poder, da presença e, mais importante, do prazer do pecado". 